# 蛟桥站
蛟桥站位于中华人民共和国江西省南昌市新建区经开区江西省艺术职业学院南侧空地内，是南昌地铁1号线的地铁车站。
本站目前无主干道通过，规划为经开区规划军民友谊路与规划三路路口。

## 车站结构
蛟桥站为地下二层岛式站台车站，车站总长202.2米，车站宽度18.1米，风亭数量2个，总建筑面积11971平方米，其中地上585平方米，地下11386平方米。

### 楼层
| 地面     |                    | 出入口                           |  |  |
| 地下一层 | 站厅               | 自动售票机、客服中心             |  |  |
| 地下二层 |                    | █ 1号线 往昌北机场（方志敏大道） |  |  |
|          | 岛式站台，左侧开门 |                                  |  |  |
|          |                    | █ 1号线 往麻丘（双港）           |  |  |

### 出入口
| 编号                   | 指示 | 照片 | 建议前往的目的地 |
| ---------------------- | ---- | ---- | ---------------- |
| 出口 · 1L              |      |      |                  |
| 出口 · 2L · 升降机标志 |      |      |                  |
| 出口 · 3L              |      |      |                  |
| 註： 設有              |      |      |                  |

## 历史
2021年11月4日，车站开工。
2022年9月12日，车站封顶，是1号线北延线首座封顶的车站。
2025年6月28日，车站随1号线东延段开通而启用。